# Гильен, Николас
Никола́с Кристо́баль Гилье́н Бати́ста (исп. Nicolás Cristóbal Guillén Batista; 1902—1989) — кубинский поэт, лауреат Международной Сталинской премии «За укрепление мира между народами» (1954), Международной премии имени Христо Ботева (1976).

## Биография
Родился 10 июля 1902 года в Камагуэе. Окончил Гаванский университет по специальности «юриспруденция». Однако вскоре оставил карьеру юриста и работал печатником и журналистом.
Первые стихи опубликованы в 1919 году. Печатался в различных журналах с 1920-х гг.; в 1930 году издан первый сборник «Мотивы сона», в котором автор, используя ритмику сона — народного танца-песни, —  рассказывает о жизни простых людей Кубы, главным образом негров, об их радостях и печалях. О повседневом бытии этого слоя общества повествуется и в следующем сборнике — «Сонгоро Косонго» (1931, рус. пер. 1967).
В сборнике «Вест-Индская компания» (1934) поэт обратился к политической лирике.
В 1936 году Гильен вместе с другими участниками журнала «Полдень» (Mediodía) был арестован по сфабрикованному обвинению и заключён в тюрьму. В следующем году он вступил в коммунистическую партию, участвовал в Конгрессе писателей и художников в Испании, а также вёл репортажи о гражданской войне. Тогда же выходят сборник «Песни для солдат и соны для туристов» и «Испания. Поэма в четырёх печалях и одной надежде» (1937).
Гильен возвратился на Кубу и был выдвинут кандидатом на местных выборах от коммунистической партии. Революционному движению Кубы и других стран Латинской Америки посвящён цикл «Все песни» (1947). В последующие годы он много путешествовал по Южной Америке, Европе, в частности по Франции и Финляндии, по Азии (Китаю, Монголии). В Хельсинки встречался с Аленом Роб-Грийе, представителем французского «нового романа». Гильену было отказано во въездной визе в США. Также в 1953 году ему было запрещено возвращаться на Кубу, где он смог появиться только после победы революции.
В 1958 году опубликовал сборник стихов «Всенародный голубь».
По возвращении на родину был назначен президентом Национального союза писателей Кубы.
Гильен получил широкую известность как типичный представитель «чёрной поэзии» (poesía negra), соединяющей в себе традиции европейской и африканской культуры. Характерным становится использование ономатопоэтических приёмов, имитации звука барабанов и соновых ритмов. Оказал влияние на развитие африканской тематики в поэзии Венесуэлы, Пуэрто-Рико, Доминиканской Республики, а также на литературу португалоязычных стран Африки: Анголы, Мозамбика, Сан-Томе и Принсипи. Высокую оценку его поэзии дал Мигель де Унамуно. Федерико Гарсиа Лорка написал под влияниям Гильена «Сон кубинских негров»: «Если ночь будет лунной, поеду в Сантьяго-де-Куба, поеду в Сантьяго. Запрягу вороные буруны и поеду в Сантьяго. Заколышется лунное пламя. Поеду в Сантьяго. Когда пальмы замрут журавлями, поеду в Сантьяго. Когда станет медузой коряга, поеду в Сантьяго. Поеду в Сантьяго с Фонсекою рыжеволосым. Поеду в Сантьяго. К Ромео, Джульетте и розам поеду в Сантьяго. О Куба! О, ритмы сухого гороха! Поеду в Сантьяго. О, гибкое пламя, зелёная кроха! Поеду в Сантьяго. Кайманы. Табак. Тростниковые струны. Поеду в Сантьяго. Ведь я говорил, что поеду в Сантьяго запрягу вороные буруны и поеду в Сантьяго. Шпоры бриза и рома. Поеду в Сантьяго. Кораллы и дрёма. Поеду в Сантьяго. Песок и прилив бездыханный. Поеду в Сантьяго. Белый зной. Восковые бананы. Поеду в Сантьяго. Зелёный твой сахар, о Куба! О, радуга вздоха и праха! Поеду в Сантьяго».
Гильен встречался с Лоркой, речью о нём он открыл первый съезд Союза писателей Кубы. Высоко оценил кубинский «сон» Гильена Джеймс Мерсер Лэнгстон Хьюз — негритянский поэт США, он тоже имел встречу со своим кубинским коллегой. Народный поэт Республики Коми Серафим Попов написал стихотворение «Говорит Николас Гильен», поэт с Сан-Томе Антонио Томас Медейрос — стихотворение «Сокопе Николасу Гильену» («сокопе» — сан-томийская песня-танец).
Гильен дружил с Габриелем Гарсиа Маркесом, Жоржи Амаду, венесуэльским писателем Мигелем Отеро Сильвой. Именно Гильен предложил молодому журналисту Маркесу встретиться с лидером повстанцев Фиделем Кастро. В то время коммунисты ещё не поддерживали Фиделя.
Гильен при жизни удостоился на Кубе титула «национальный поэт». Ранее так именовался только Хосе Марти. Идеолог афроцентризма в США Молефи Кете Асанте призывал: «Если вам читают лекции о Китсе, Йейтсе, Твене, Вордсворте, Фросте, Элиоте и Гёте, то лучше слушайте о Бараке, Шонге, Уэлше, Гильене, Сезере, Абиоле, Окайе».
На основе стихотворения Гильена «Сенсемайя» была написана знаменитая одноимённая композиция Сильвестре Ревуэльтаса. В СССР музыку на стихи Гильена писал Сергей Кортес.
Стихотворение Гильена «По волне моей памяти» в переводе Инны Тыняновой, ставшее песней (композитор — Давид Тухманов, исполнитель — Владислав Андрианов), дало название концептуальному альбому Давида Тухманова, сразу после своего появления в 1976 году ставшему в СССР культовым.
Среди переводчиков произведений Гильена на русский язык — Алексей Сурков, Илья Эренбург, Марк Самаев, Овадий Савич, Павел Грушко, Инна Тынянова. На белорусский его переводили Рыгор Бородулин, Михась Стрельцов. На украинский — Сергей Борщевский, Михаил Москаленко, Михаил Литвинец, Григорий Латник. На новогреческий — Яннис Рицос.
Гильен умер 16 июля 1989 года в Гаване.
Николас Гильен Ландриан (1938—2003), кубинский художник, режиссёр и правозащитник, был племянником Николаса Гильена.